# Steigerkopf
Der Steigerkopf, im Volksmund auch Schänzel genannt, nahe der Stadt Edenkoben im rheinland-pfälzischen Landkreis Südliche Weinstraße ist ein 613,6 m ü. NHN hoher Berg im Pfälzerwald. Auf dem zur Waldgemarkung von Gommersheim gehörenden Gipfel steht der Schänzelturm.

## Geographie
Der Steigerkopf liegt im Naturpark Pfälzerwald im östlichen Bereich des namensgebenden Mittelgebirges. Sein Gipfel erhebt sich etwa 7 km westnordwestlich der Stadt Edenkoben am Westrand einer Gruppe von Bergen, die sämtlich über 600 m hoch sind; 4 km nordöstlich steht der höchste Berg des Pfälzerwalds, die Kalmit (672,6 m).
Der Gipfel des Steigerkopfs und besonders nordöstlich davon befindliche Bergteile gehören zur Waldgemarkung von Gommersheim, die als Exklave rund 17 km westlich von dieser Ortsgemeinde liegt. Geologisch stellt der Steigerkopf den Nordwestläufer des 661,8 m hohen Kesselbergs dar, dessen Gipfel 2 km (Luftlinie) entfernt ist.
Ein südlich des Gipfels auf 525,5 m Höhe gelegener Bergsattel heißt Benderplatz nach dem Oberlehrer Friedrich Bender (1869–1932), der die Ortsgruppe Edenkoben des Pfälzerwald-Vereins gegründet hat. Am Rand des Platzes stehen der Ritterstein 241 mit Angaben zu Bender und eine kleine hölzerne Schutzhütte. Nordwestlich des Gipfels liegt auf 473 m Höhe das Forsthaus Heldenstein, nordöstlich auf 573,8 m Höhe der Bergsattel Lolosruhe. Dort ist der Ritterstein 238 mit der Aufschrift „Lolosruhe – Fünf Steine“ aufgestellt, der auf fünf benachbarte alte Grenzsteine hinweist.
Südwestlich des Steigerkopfs, am 563,8 m hohen Küchenkopf, entspringt der fast 30 km lange Modenbach, ein rechter Nebenfluss des Speyerbachs. Östlich des Steigerkopfs befindet sich die Quelle des gut 23 km langen Triefenbachs, dessen Wasser über den Kropsbach ebenfalls den Speyerbach erreicht.

## Geschichte

### Schänzel
Im Volksmund wird der Steigerkopf auch „Schänzel“ genannt, seit um den Berg herum während des Ersten Koalitionskriegs gegen Frankreich im Sommer 1794 preußische Soldaten eine Vielzahl von Schanzen errichteten. Der Berg war damals Teil einer Frontlinie, die von Speyer über den Pfälzerwald bis in die Gegend von Trier verlief. Die Preußen, die vier Bataillone, also etwa 4000 Mann stark waren, wollten die 7000 Mann zählenden französischen Revolutionstruppen aufhalten, die zur Eroberung der deutschen Gebiete links des Rheins beitragen sollten. In der verlustreichen Entscheidungsschlacht am 12. und 13. Juli 1794 siegten die Franzosen, nachdem sie am zweiten Tag von einem ortskundigen Jäger aus dem nahen Dorf Dernbach in den Rücken der Preußen geführt worden waren. Der preußische Befehlshaber General Theodor Philipp von Pfau (1727–1794) geriet schwer verwundet in Gefangenschaft und starb noch am selben Tag. Der Rest der preußischen Einheit zog sich nach Osten über den Rhein zurück.
Die eroberten Schanzen wurden von den Franzosen fast eineinhalb Jahre gehalten. Doch am 13. Dezember 1795 gelang es österreichischen Soldaten unter dem Befehl von Generalfeldmarschall Dagobert Graf von Wurmser, den Steigerkopf zu erstürmen. Daraufhin wurde am 27. Dezember 1795 mit den Franzosen ein vorübergehender Waffenstillstand geschlossen.

### Schänzelturm und Widmungen
Anfang des Jahres 1796, kurz nach der Rückeroberung des Steigerkopfs, ließ der österreichische Generalfeldmarschall von Wurmser für General von Pfau vor Ort ein Ehrenmal errichten. Der sogenannte Heldenstein trägt folgende teilweise gereimte Inschrift:

„Dem Anno 1794 vor dem Feind gebliebenen königlich preusischen Herrn Generalen von Pfau.
Als Held und Biedermann bekannt
starb Pfau fürs deutsche Vaterland.
Als Freund von edler Tapferkeit
sei dieses Denkmal ihm geweiht.
Von dem k. k. General-Feldmarschall Dagobert Grafen von Wurmser 1796“

Zum Andenken an die besiegten Preußen wurde 1894, hundert Jahre nach dem Ereignis und im Bewusstsein des 1871 gewonnenen Deutsch-Französischen Kriegs, auf dem Berggipfel der Schänzelturm erbaut. Dies ist ein achteckiger Aussichtsturm von 13 m Höhe, der aus behauenem Sandstein aufgemauert wurde und dessen Aussichtsplattform auf dem Turmdach durch ein Geländer gesichert ist. Der Turm wurde vom Schänzelturmverein zu Edenkoben mit einer Widmungstafel versehen:

„Dem Andenken der tapfren preußischen Krieger, welche im Kampfe gegen das französische Invasionsheer am 13. Juli 1794 hier den Heldentod für das deutsche Vaterland starben“

Als zusätzliche Erinnerung an die Kämpfe von 1794 wurden im 20. Jahrhundert auf dem Steigerkopf die Rittersteine mit den Nummern 62 bis 68 errichtet.

Schänzelturm
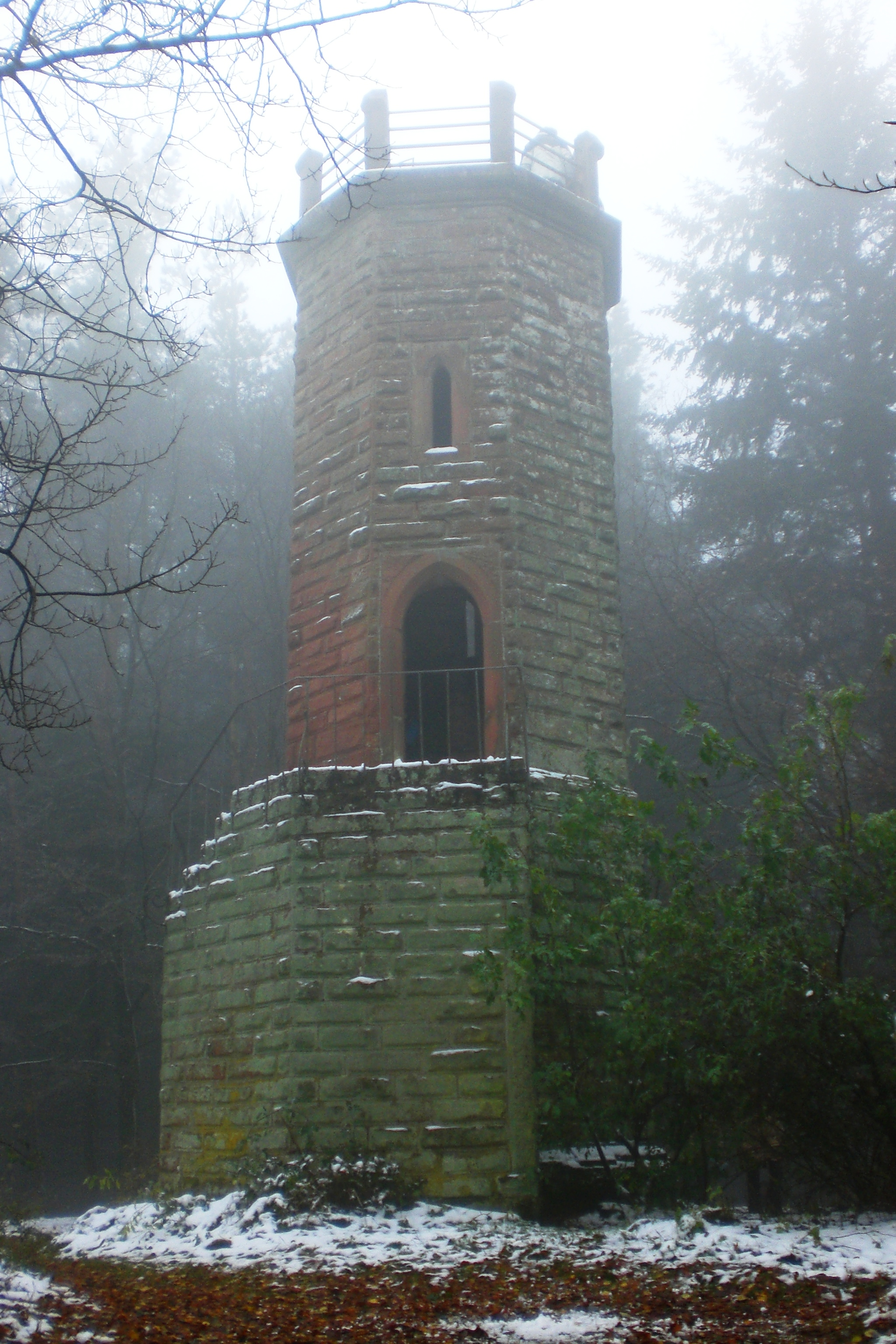
Schänzelturm im November 2007
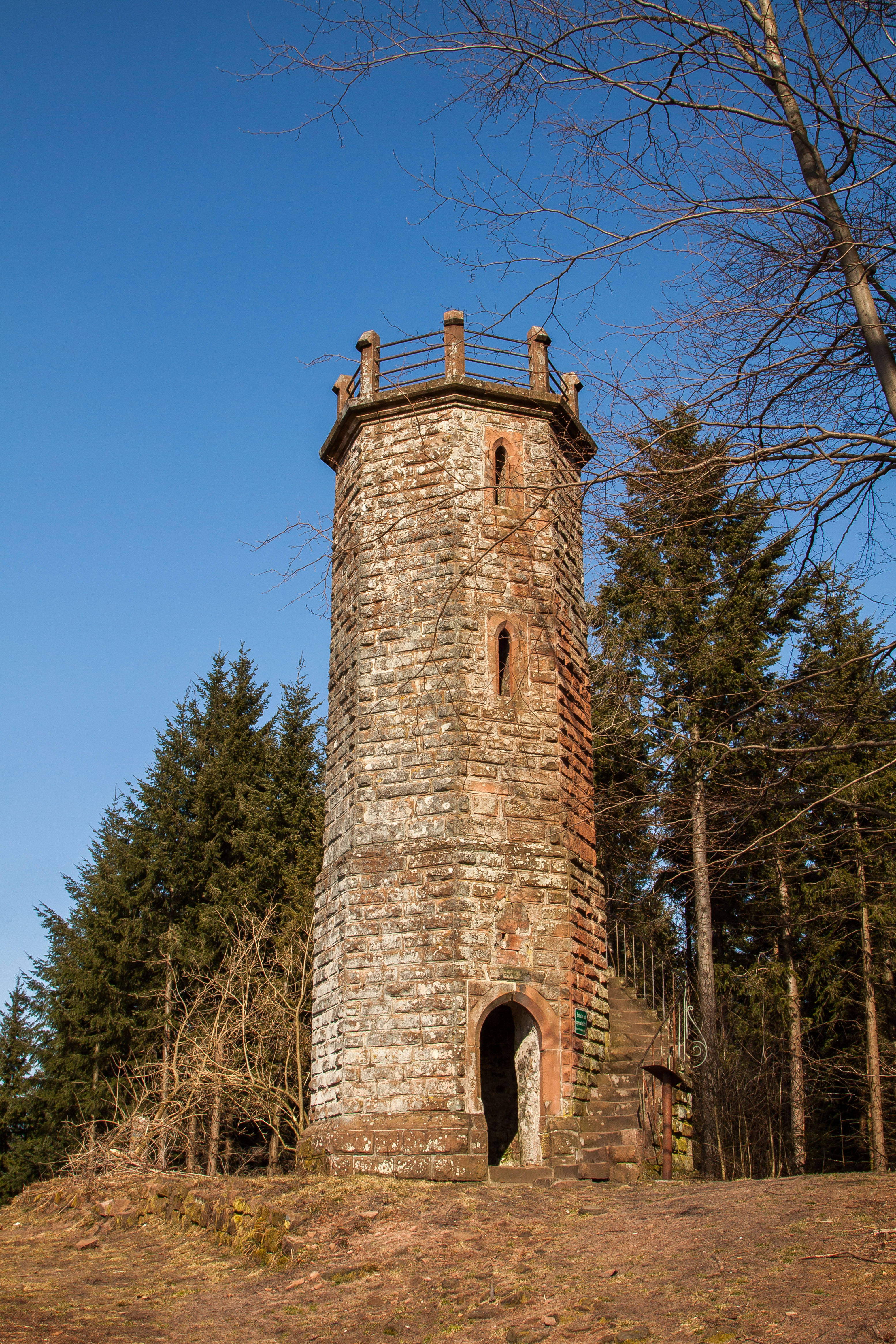
Schänzelturm im März 2011
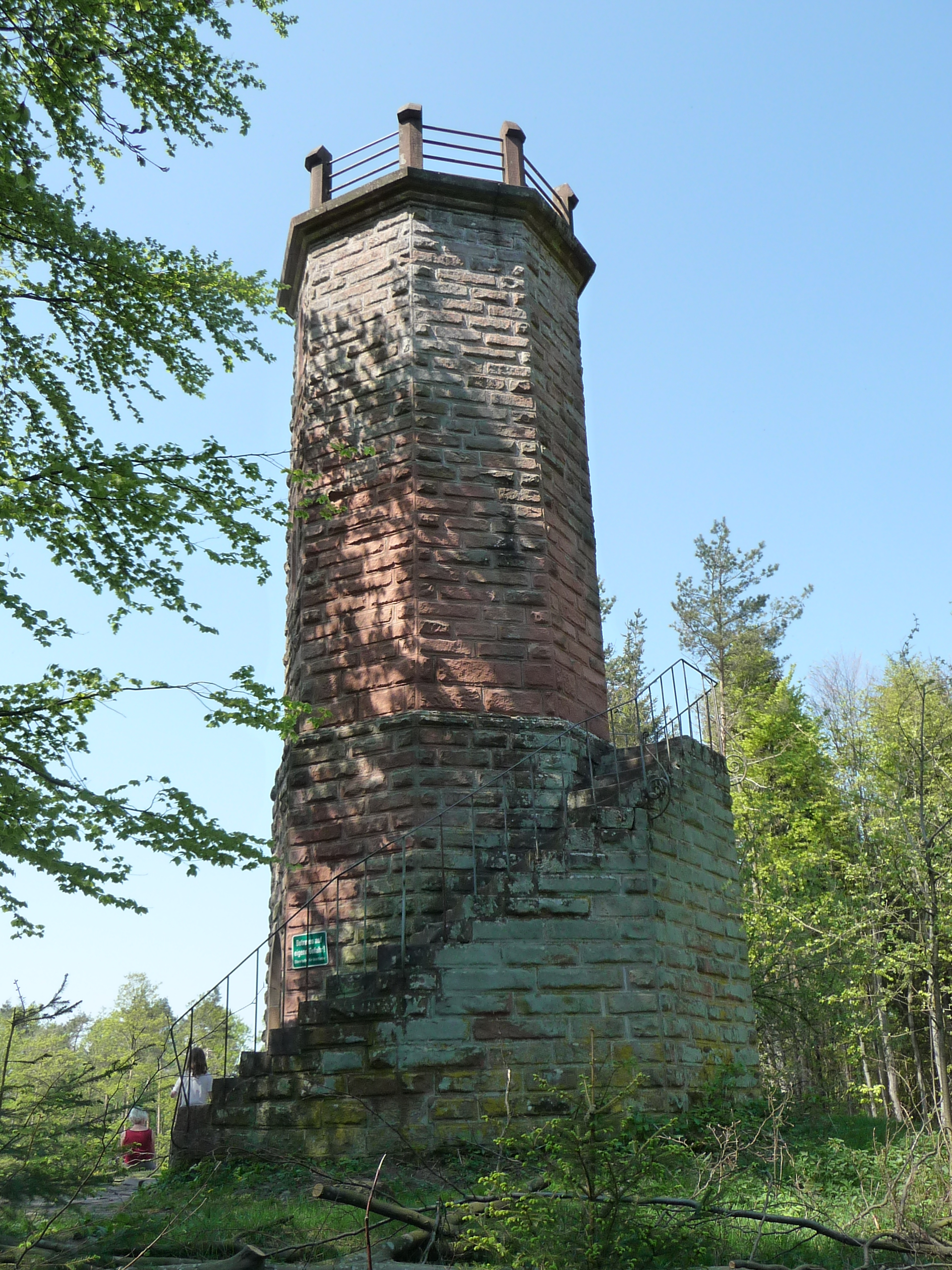
Schänzelturm im April 2011
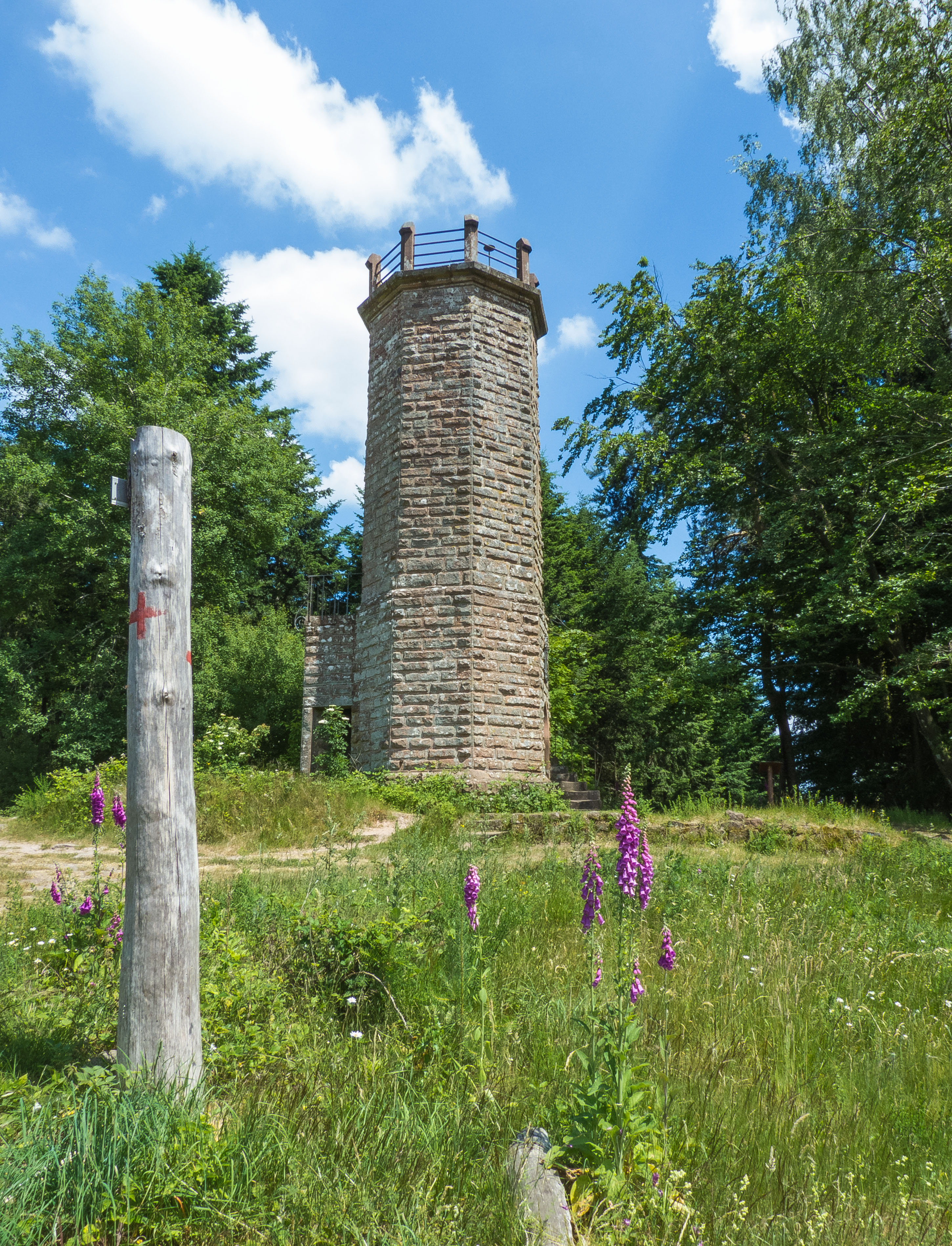
Schänzelturm im Sommer 2014
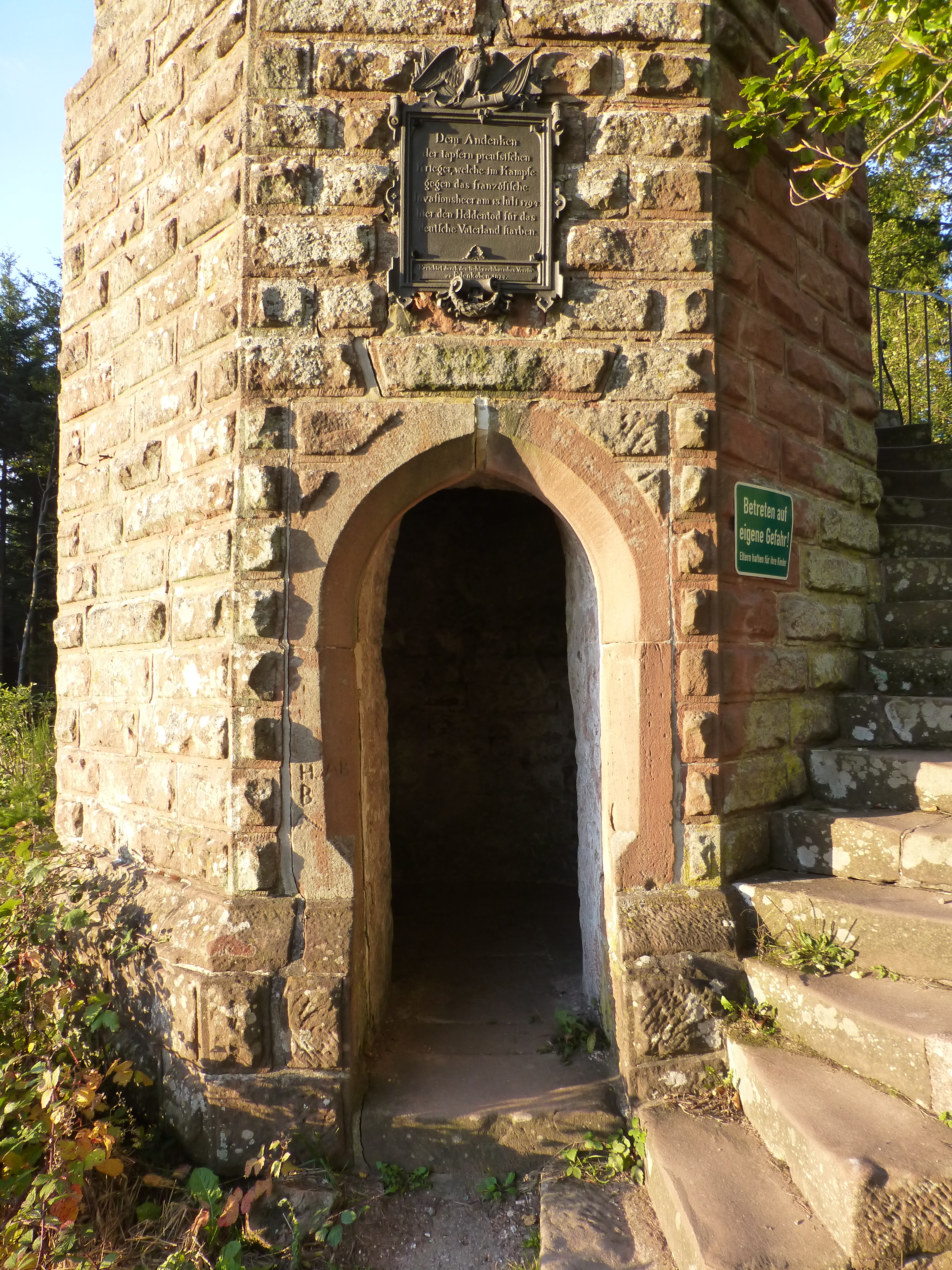
Schänzelturm im Herbst 2015

Widmungen
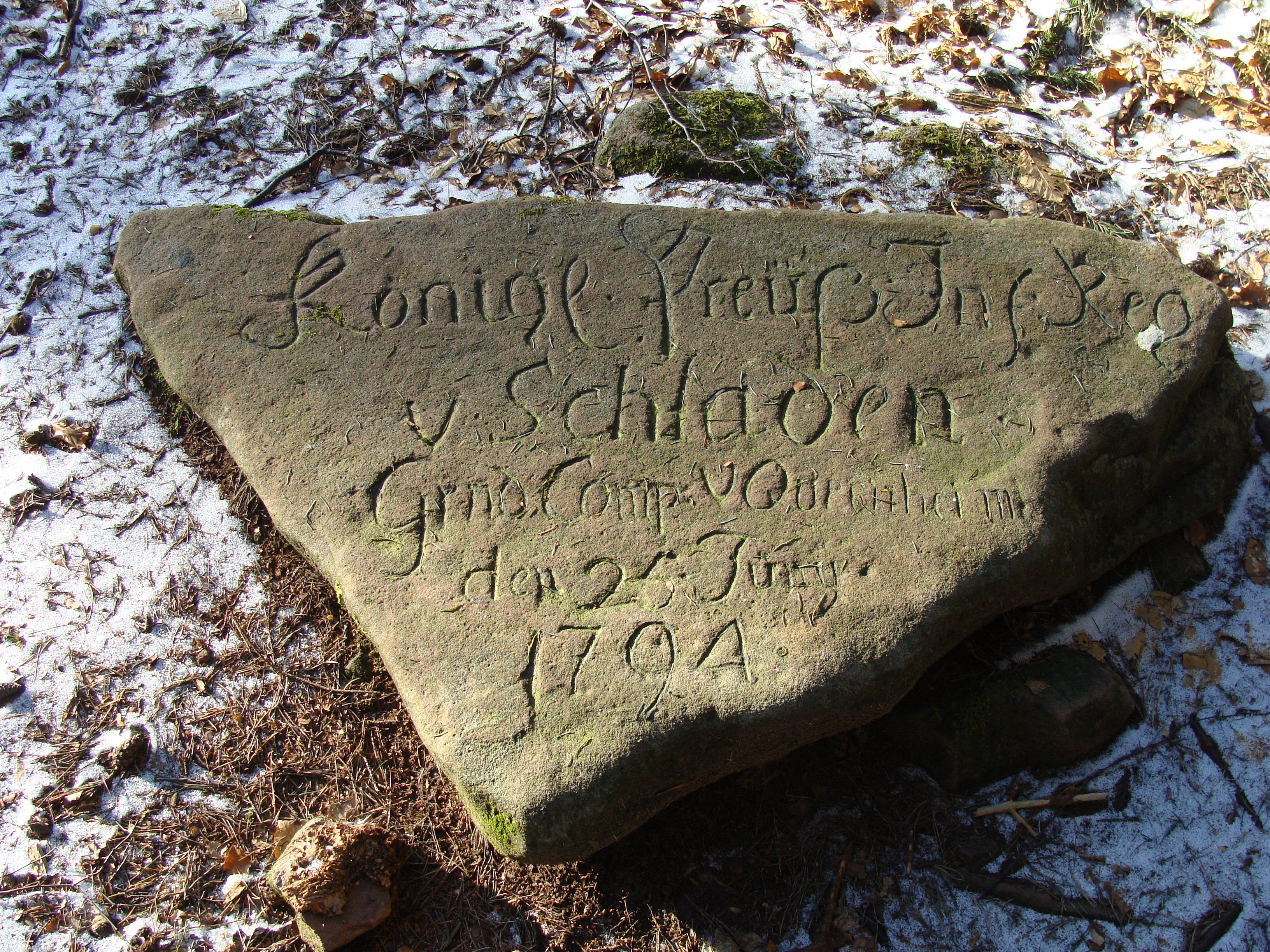
Gedenkstein Inf.-Reg. von Schladen, 25. Juni 1794
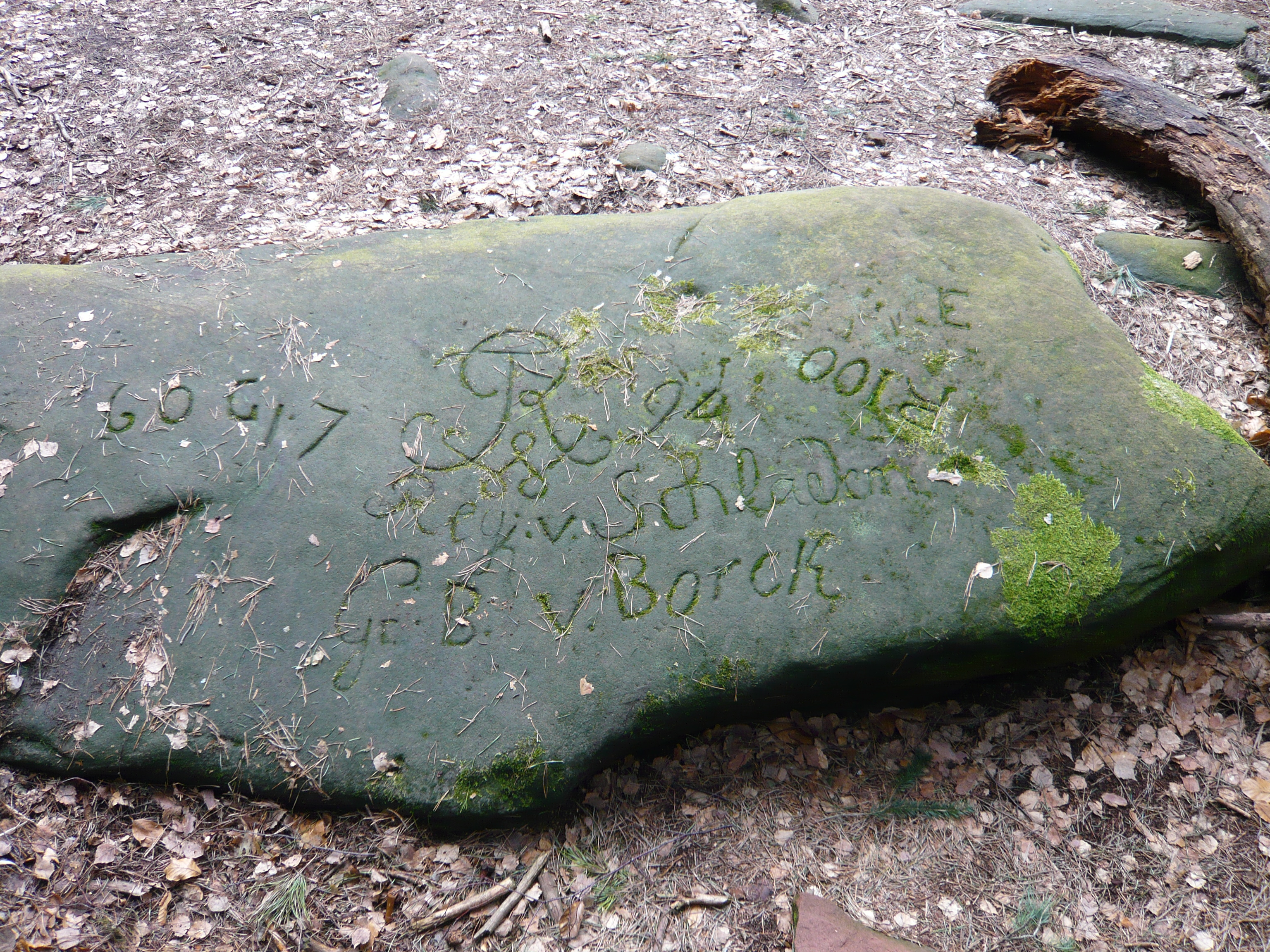
Inschriftenstein der hier gelagerten preußischen Truppen (1794)
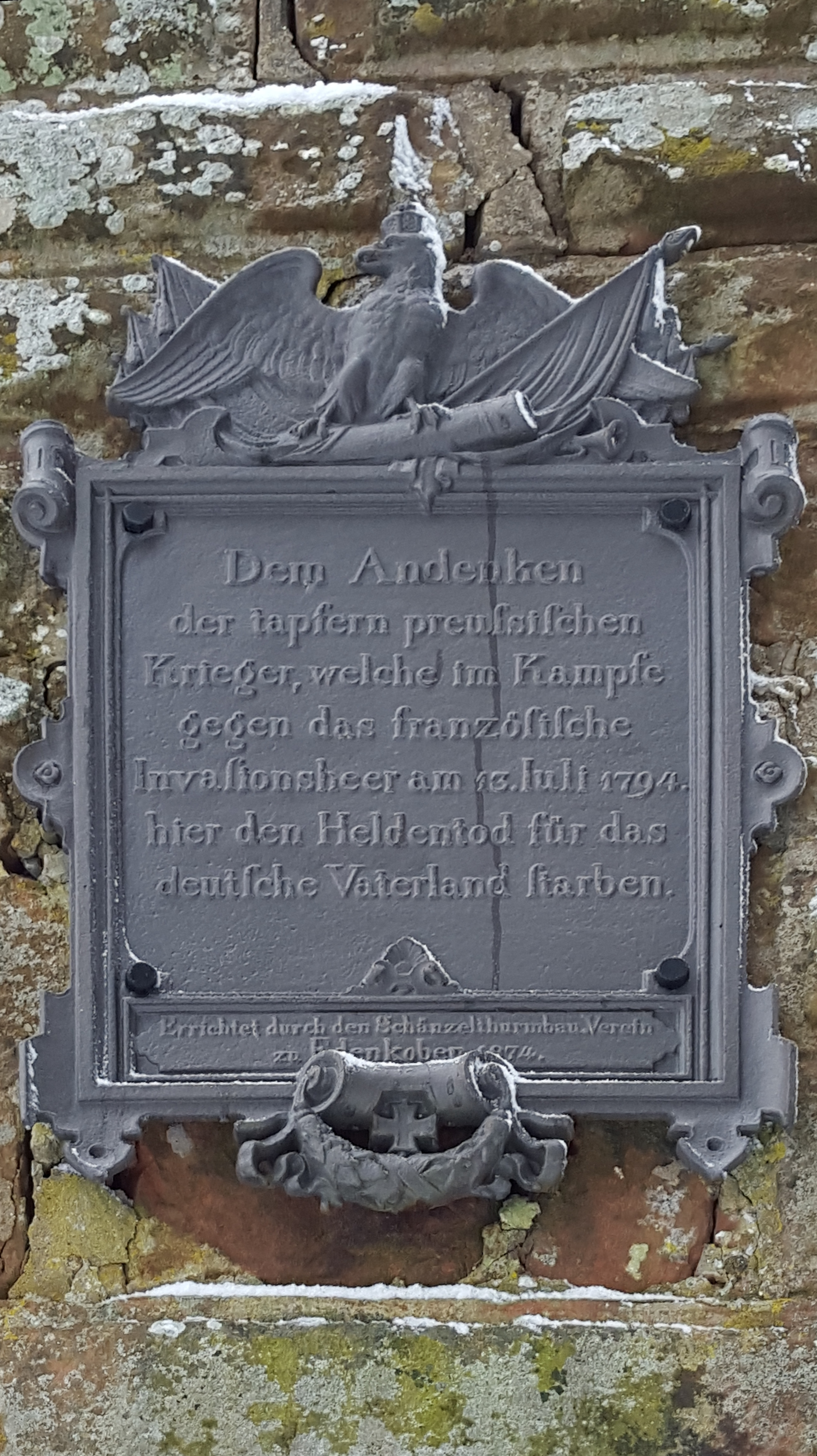
Widmungstafel am Schänzelturm (1894)
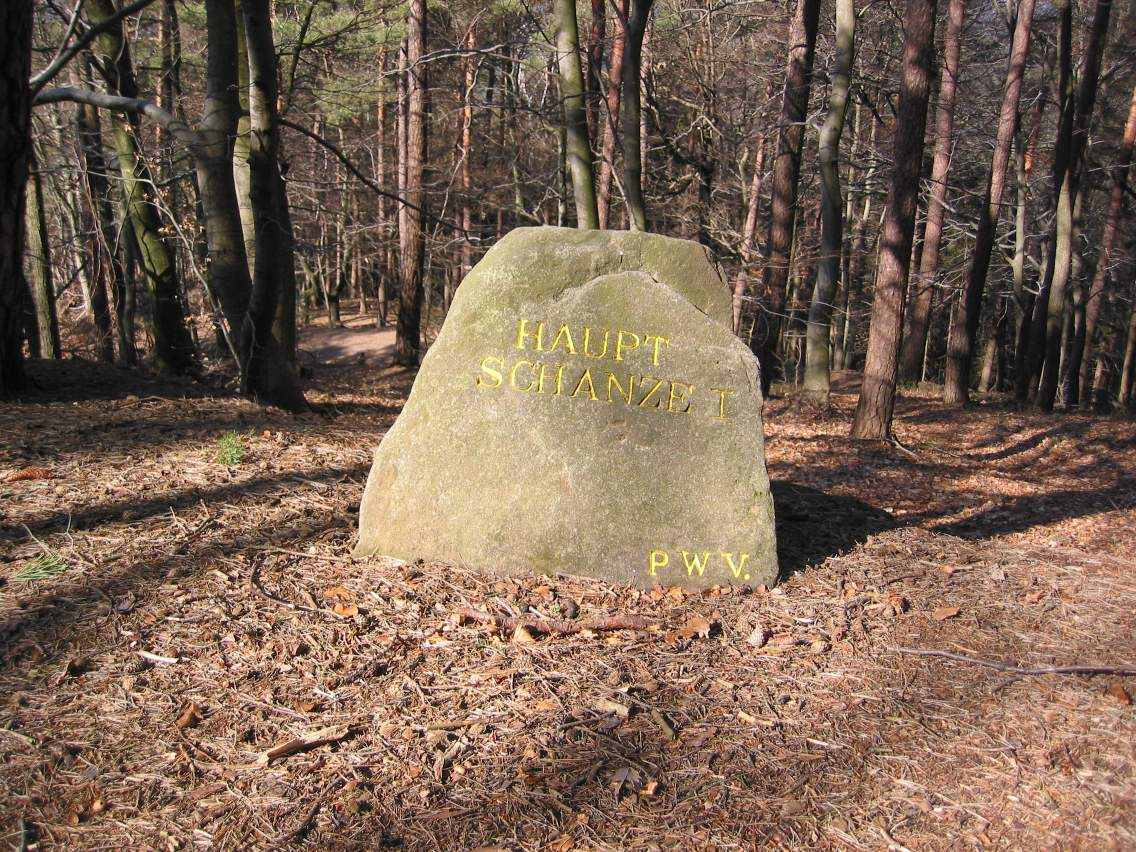
Ritterstein 62 Hauptschanze I (20. Jh.)
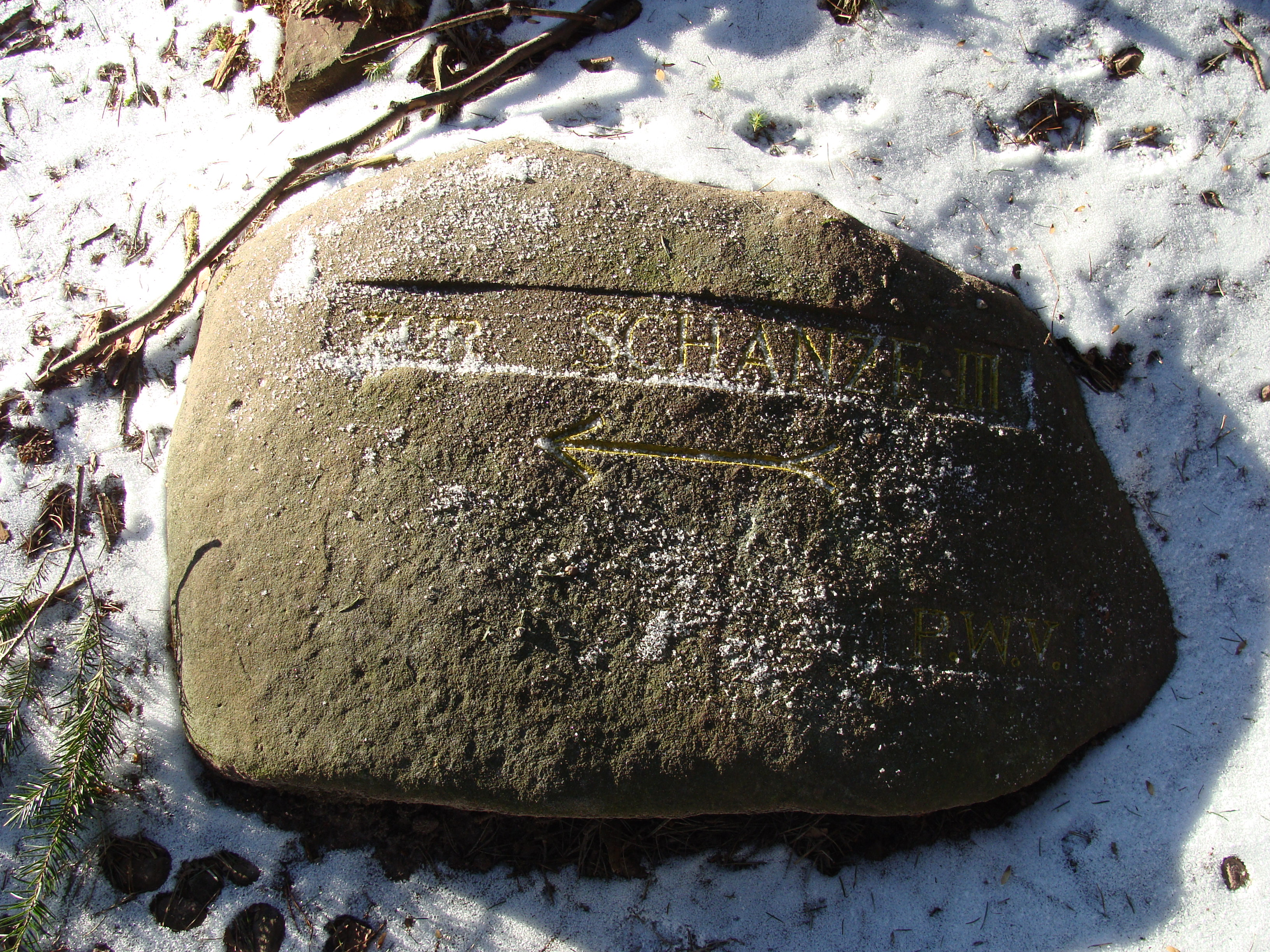
Ritterstein 64a Zur Schanze III (20. Jh.)

## Verkehrsanbindung
Die Zufahrt zum Steigerkopf erfolgt über eine etwa 10 km lange Fahrstraße, die von Edenkoben (dort als Klosterstraße) als Kreisstraße 6 nördlich parallel zum Triefenbach empor nach Westnordwest führt, um den Gipfel herum einen Linksbogen beschreibt und dann durchs Modenbachtal hinunter in südöstlicher Richtung als Kreisstraße 58 Burrweiler erreicht. Sie überwindet zweimal mehr als 400 Höhenmeter und ist als „landschaftlich besonders schöne Strecke“ eingestuft.